# La traviata
Pour l’article ayant un titre homophone, voir Latraviata.
Pour les articles homonymes, voir La traviata (homonymie).
Représentations notables
6 mai 1854 : Teatro San Benedetto de Venise, réhabilitation triomphale après l'échec de la première 

28 mai 1955 : Teatro alla Scala de Milan, consécration de Maria Callas dans le rôle de Violetta
Personnages
- Violetta Valéry (soprano)
- Flora Bervoix, son amie (mezzo-soprano)
- Annina, camériste de Violetta (soprano)
- Alfredo Germont (ténor)
- Giorgio Germont, son père (baryton)
- Gastone, vicomte de Letorières (ténor)
- Le baron Duphol, protecteur de Violetta (baryton)
- Le marquis d’Obigny, ami de Flora (basse)
- Le docteur Grenvil (basse)
- Giuseppe, serviteur de Violetta (ténor)
- Un domestique de Flora (basse)
- Un commissionnaire (basse)
- Invités de Violetta et de Flora, domestiques, masques (chœurs)

Airs
- Brindisi « Libiamo ne' lieti calici » (Alfredo, Violetta) – acte I
- Duo « Un dì, felice, eterea » (Alfredo, Violetta) - acte I
- Scène et air « È strano... Ah fors'è lui... » (Violetta) - acte I
- Air « De' miei bollenti spiriti » (Alfredo) - acte II
- Air « Pura siccome un angelo » (Germont) - acte II
- Duo « Un dì quando le veneri... Dite alla giovine » (Germont, Violetta) - acte II
- Air « Di Provenza il mar » (Germont) - acte II
- Chœur des bohémiennes « Noi siamo zingarelle » - acte II
- Chœur des matadors « Di Madride noi siam mattadori » - acte II
- Air « Addio del passato » (Violetta) - acte III
- Duo « Parigi, o cara » (Violetta, Alfredo) - acte III
- Duo « Gran Dio, morir sì giovine » (Violetta, Alfredo) - acte III

La traviata est un opéra en trois actes de Giuseppe Verdi créé le 6 mars 1853 à La Fenice de Venise sur un livret de Francesco Maria Piave d'après le roman La Dame aux camélias d'Alexandre Dumas (fils) (1848) et son adaptation théâtrale (1852).
Victime d'une distribution défaillante, l'œuvre s'est heurtée, lors de sa création, à l'incompréhension du public, dérouté par un drame romantique au caractère intimiste, privé de la distance héroïque traditionnelle et servi par un réalisme musical inaccoutumé[réf. souhaitée]. Mais, reconnue à sa juste valeur dès les représentations suivantes, La traviata est devenue au XXe siècle l'une des œuvres les plus jouées dans les opéras de par le monde[réf. souhaitée]. L'œuvre de Verdi a bénéficié du talent d'interprètes exceptionnels comme Maria Callas et Renata Scotto qui savaient allier prouesses vocales et qualités dramatiques, ou comme plus récemment Anna Netrebko, Pretty Yende ou Lisette Oropesa.
Œuvre parmi les plus célèbres du répertoire, elle fait partie, avec Rigoletto (1851) et Il trovatore (1853), de la « trilogie populaire » qui a conféré à Verdi, de son vivant, une gloire internationale incontestée.

## Genèse
Au cours de leur séjour parisien de décembre 1851 à mai 1852, Verdi et Giuseppina Strepponi assistent à une représentation de La Dame aux camélias d'Alexandre Dumas fils, adaptation de son roman, créée le 2 février 1852 au théâtre du Vaudeville. Selon les propos de Maria Filomena Verdi, la fille adoptive du compositeur, rapportés par ses descendants, le maestro aurait entrepris la composition du futur opéra dès ce moment, alors qu'il ne disposait pas encore du livret. Toutefois, il connaissait vraisemblablement le roman à l'origine de la pièce malmenée par la censure parisienne.
Antonio Gallo, impresario du Teatro San Benedetto et ami de Verdi, avait demandé dès septembre 1851 au compositeur une nouvelle œuvre pour Venise. En janvier 1852 c'est au tour de Carlo Marzari, secrétaire de la Fenice, d'approcher Verdi, lequel s'engage à écrire un opéra destiné à la saison de carnaval 1853. Un contrat est signé au printemps avec Guglielmo Brenna représentant La Fenice, prévoyant un cachet de 8 000 lires autrichiennes (6900 francs-or). Le sujet n'en est pas encore défini. Francesco Maria Piave travaille pourtant sur un livret, dont nous ne savons rien, jusqu'en octobre 1852, lorsque le musicien décide brusquement d'adapter La Dame aux camélias que vient de lui faire parvenir l'éditeur parisien Marie Escudier.
L'ébauche du scénario, bouclée en cinq jours, est envoyée à Venise, alors que Verdi travaille encore à la composition d’Il trovatore. Le futur opéra porte alors le titre d’Amore e morte. Dans une lettre adressée en janvier 1853 à son ami napolitain Cesare de Sanctis, Verdi explique : « Je monte La Dame aux camélias qui s'appellera peut-être La traviata [littéralement, La dévoyée]. C'est un sujet de notre temps. Quelqu'un d'autre n'en aurait peut-être pas voulu à cause des costumes, de l'époque et de mille autres objections bizarres, mais moi je le fais avec un immense plaisir. » Or, au grand mécontentement de Verdi, l'administration de la Fenice transpose prudemment l'action, située à l'origine à une époque contemporaine, au début du XVIIIe siècle, soit cent cinquante ans en arrière, ce qui lui permet de faire accepter le sujet par la censure.

## Création

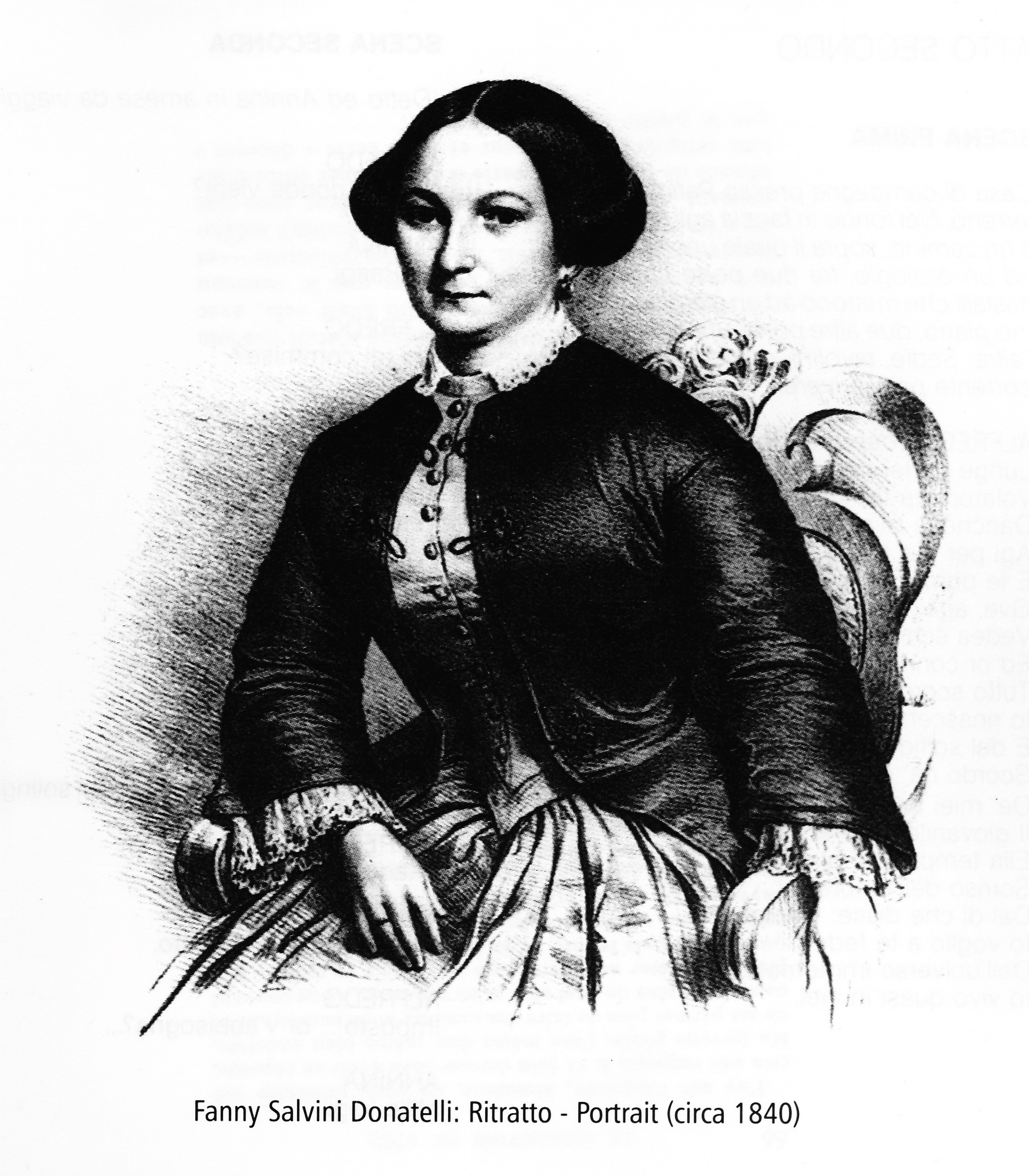
Fanny Salvini-Donatelli, créatrice du rôle de Violetta à la Fenice.

Pendant tout ce temps, des négociations sans fin au sujet de la distribution se déroulent entre le compositeur, depuis sa villa de Sant'Agata qu'il a regagnée après l'intermède parisien, et le théâtre vénitien, Piave faisant d'incessants allers et retours pour travailler avec Verdi et servir d'intermédiaire. Verdi s'est réservé par contrat le droit de décider après les débuts de la prima donna nouvellement engagée dans la troupe de La Fenice, Fanny Salvini-Donatelli, si celle-ci pourrait ou non chanter le premier rôle. Bien qu'elle se soit plutôt montrée à la hauteur lors de la représentation d'ouverture de la saison, Verdi, prévenu contre la soprano, informe le théâtre de la nécessité de la remplacer. Il veut « una donna di prima forza », « une personnalité élégante, jeune, capable de chanter avec passion ». Il aligne des noms, indécis, et, rattrapé par l'échéance contractuelle après laquelle il ne peut plus exiger de changement dans la distribution, baisse les bras en déclarant être sûr d'un fiasco, Carlo Marzari ayant « légalement raison » mais « artistiquement tort ». L'œuvre est mise en répétition sous la direction de Piave et Verdi arrive à Venise le 21 février 1853 pour en réaliser, en quinze jours, l'orchestration et diriger les dernières répétitions. Lors de la générale, il se fait inutilement acerbe : il est trop tard.
La première est donnée le 6 mars 1853, dans des décors et des costumes du XVIIIe siècle, avec une distribution qui n'est pas celle souhaitée par Verdi et des interprètes déroutés par le réalisme si peu conventionnel de l'œuvre. Malgré son physique et son âge inadaptés au rôle et en dépit de son manque de sens dramatique (elle chante ses airs à l'avant-scène, sans mise en situation), seule la soprano est à la hauteur de la musique de Verdi, le baryton Felice Varesi se plaignant de n'avoir rien à chanter en comparaison de ce que Verdi avait écrit pour lui dans Macbeth ou Rigoletto.

### Interprètes de la création
- Violetta Valéry (soprano) : Fanny Salvini-Donatelli (prima donna, soprano[e])
- Flora Bervoix, son amie (mezzo-soprano) : Speranza Giuseppini (comprimaria, mezzosoprano)
- Annina, camériste de Violetta (soprano) : Carlotta Berini (seconda donna, soprano)
- Alfredo Germont (ténor) : Lodovico Graziani (primo tenore)
- Giorgio Germont, son père (baryton) : Felice Varesi (primo baritono)
- Gastone, vicomte de Letorières (ténor) : Angelo Zuliani (tenore comprimario)
- Le baron Douphol, protecteur de Violetta (baryton) : Francesco Dragone (baritono comprimario)
- Le marquis d’Obigny, ami de Flora (basse) : Arnaldo Silvestri (secondo basso)
- Le docteur Grenvil (basse) : Andrea Bellini (basso profondo)
- Giuseppe, serviteur de Violetta (ténor) : Giuseppe Borsato (secondo tenore)
- Un domestique de Flora (basse) : Giuseppe Tona (corifeo basso)
- Un commissionnaire (basse) : Antonio Manzini (corifeo basso)
- Amis de Violetta et Flora, matadors, picadors, tsiganes, serviteurs et masques (chœurs)
- Orchestre et chœurs du Teatro La Fenice de Venise
- Maestro al cembalo : Giuseppe Verdi
- Premier violon et directeur d’orchestre : Gaetano Mares
- Décors : Giuseppe Bertoja

## Réception
« L'un des fours les plus noirs de l'histoire de l'opéra » écrit Pascale Saint-André.
Pourtant, la prima donna n'en est pas entièrement responsable, du moins vocalement. Elle est même acclamée dans le premier acte, tout comme la direction de l'orchestre par le chef Gaetano Mares vaut à Verdi un rappel après le prélude. Ce ne sont pas non plus la voix enrouée de Lodovico Graziani ou la fatigue d'un Felice Varesi en fin de carrière et ne comprenant pas son rôle qui provoquent les réactions les plus négatives du public, mais l'inadéquation de la morphologie de Fanny Salvini-Donatelli au frêle personnage de Violetta mourante : un physique trop bien en chair rend la situation ridicule. Dès le deuxième acte, le public rit.
La critique locale, quant à elle, soutient la soprano et n'accable ni la modernité du sujet ni la musique de Verdi, imputant l'incompréhension manifestée par le public face à ce sujet non conventionnel et à son traitement inhabituel à la défaillance du reste de la distribution. Le critique le plus implacable se trouve finalement être Verdi lui-même qui répand le leitmotiv de ce fiasco annoncé dans toute sa correspondance.
Ce fiasco claironné par Verdi jusque dans la Gazzetta musicale di Milano, empoisonnant la réputation de ses interprètes, n'empêche pas La traviata de se maintenir à l'affiche durant neuf représentations auxquelles le public finit par réserver un accueil honorable et qui rapportent à un Verdi, d'une parfaite mauvaise foi, des bénéfices bien plus substantiels que ceux procurés par ses autres œuvres. Cette fureur, qu'elle soit feinte ou réelle, spontanée ou stratégique, a un objectif : interdire toute production dont il ne posséderait pas la totale maîtrise.

## Carrière de l'œuvre
Ce n'est qu'à force d'amicale insistance que Piave et Gallo parviennent au bout d'une année à convaincre le maestro de remonter l'opéra au Teatro San Benedetto. Tenant compte finalement des objections de la critique précédente, et des remarques de Felice Varesi qui avait répondu pied à pied à cette attaque en règle, Verdi révise cinq numéros du second acte avec l'aide d'Emanuele Muzio qui se charge d'en faire parvenir la nouvelle édition à Tito Ricordi. De nouveau à Paris pour travailler dès le mois d'octobre 1853 avec Eugène Scribe à la préparation des Vêpres siciliennes pour l'Opéra, il confie la direction et la mise en scène de la nouvelle production de La traviata à Piave. La distribution emporte cette fois l'assentiment du compositeur.
Le 6 mai 1854 La traviata triomphe au Teatro San Benedetto de Venise dans la distribution suivante :
- Violetta : Maria Spezia ;
- Alfredo : Francesco Landi ;
- Germont : Filippo Coletti ;
- Chef d'orchestre : Carlo Ercole Bosoni.

Tito Ricordi écrit à Verdi : 

« [...] on n'a jamais vu à Venise un succès aussi considérable que celui de La traviata, pas même celui de votre Ernani. Gallo me dit que la troisième représentation a été secouée par une tempête d'applaudissements indescriptibles et que le dernier acte a encore mieux marché que les deux premiers soirs - si tant est que cela fût possible. »

Son ami Cesare Vigna, médecin aliéniste, grand mélomane et critique musical qui avait bien analysé les raisons de l'incompréhension de l'œuvre l'année précédente renchérit : « Les mêmes spectateurs qui condamnèrent l'ouvrage se vantent maintenant de l'avoir jugé de tout temps comme un magnifique opéra. » Mais la plus belle récompense pour Verdi se trouve dans cet article de la Gazetta privilegiata di Venezia titré « Une réparation » sous la plume de Tommaso Locatello qui avait défendu la soprano lors de l'édition de La Fenice : 

« La valeur de cette musique, c'est la somme d'éloquence contenue dans ses phrases, c'est l'habileté suprême de ses combinaisons de sons. Grâce à elles, le compositeur développe les situations par le truchement des instruments, suggère la passion mieux qu'avec les paroles, semble presque dépeindre les pensées des personnages... Celui dont les yeux restent secs devant cela n'a pas un cœur humain dans la poitrine. »

La série de représentations du Teatro San Benedetto est aussitôt suivie de créations sur toutes les scènes italiennes et internationales. Dès lors, commence pour l'opéra une carrière innombrable. Ce n'est qu'en 1906, cinq ans après la disparition de Verdi, que l'opéra sera pour la première fois représenté dans les décors et les costumes 1850 voulus par le compositeur l'action étant toujours jusque-là située en 1700, comme indiqué sur le livret.
Le site OperaGlass classe La traviata au huitième rang des opéras les plus représentés dans le monde. L'Avant-scène opéra donne par exemple les chiffres de 445 représentations à l'Opéra-Comique entre 1886, année de la première et 1977, année de la dernière représentation et de 335 représentations au Palais Garnier entre 1926 et 1970.

### Quelques interprètes historiques de Violetta

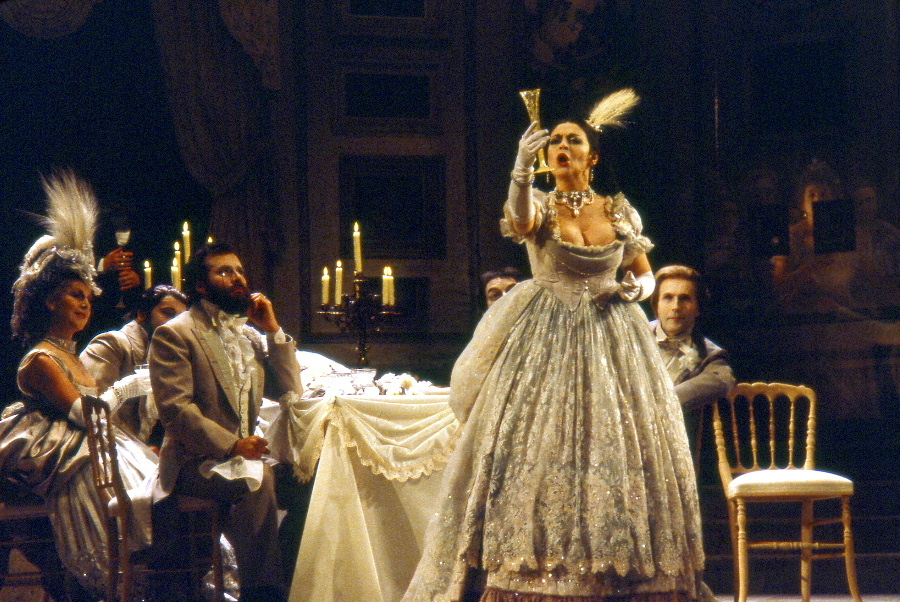
La traviata mise en scène par Jean-Pierre Ponnelle en 1980 à l'opéra national du Rhin avec Catherine Malfitano (Violetta).

L'opéra reposant essentiellement sur la soprano, les prises de rôle sont très attendues, dont certaines sont entrées dans l'histoire de l'opéra. Celle de Maria Callas, le 28 mai 1955 à la Scala de Milan sous la direction de Carlo Maria Giulini et dans la mise en scène de Luchino Visconti, reste à ce titre la plus emblématique. (Alexandra David-Néel a interprété Violetta à l'opéra de Hanoi en 1895-1897)
Parmi les Violetta de renommée internationale, on peut citer :
- Fanny Salvini-Donatelli : Violetta de la création (1853)
- Maria Spezia : Violetta de la reprise (1854)
- Rosina Penco : créatrice du rôle au Théâtre-Italien (1856)[g]
- Anna de La Grange : créatrice du rôle à New York (Academy of Music, 1856)
- Sofia Vera-Lorini : créatrice du rôle à Buenos Aires (1856)
- Mariana Piccolomini : créatrice du rôle au Her Majesty's Theatre (1856), reprise au Théâtre-Italien (1858)
- Angiolina Bosio : créatrice du rôle au Covent Garden (1858)
- Désirée Artôt : créatrice du rôle à La Monnaie (1858), reprise à Covent Garden (1864)
- Wieser[Qui ?] : créatrice du rôle à la Scala (1859)
- Adelina Patti : Covent Garden (1861), Théâtre-Italien (1864), La Fenice (1877), Metropolitan Opera (1892)
- Christine Nilsson : créatrice du rôle au Théâtre-Lyrique (1864), reprise à Covent Garden (1869)
- Caroline Salla : créatrice du rôle à l'Opéra-Comique (1886)
- Marcella Sembrich : créatrice du rôle au Metropolitan Opera (1886)
- Lillian Nordica : Covent Garden (1887)
- Nellie Melba : Metropolitan Opera (1896), Covent Garden (1902)
- Rosina Storchio : La Fenice (1908), Teatro Colón (1910)
- Geraldine Farrar : Metropolitan Opera (1908)
- Luisa Tetrazzini : débuts à Covent Garden (1908), Metropolitan Opera (1912)
- Claudia Muzio : Teatro Colón (1920), créatrice du rôle au San Francisco Opera (1924), reprise à la Fenice sous la direction d'Arturo Toscanini (1926)
- Amelita Galli-Curci : Metropolitan Opera (1921)
- Lucrezia Bori : Metropolitan Opera (1922)
- Clara Clairbert : La Monnaie (1925)[h]
- Fanny Heldy : créatrice du rôle à l'Opéra de Paris (1926)
- Rosa Ponselle : Metropolitan Opera (1930), Covent Garden (1931)
- Vina Bovy : Metropolitan Opera (1936)
- Bidu Sayão : Metropolitan Opera (1937)
- Jarmila Novotná : Metropolitan Opera (1940)
- Licia Albanese : Metropolitan Opera (1942), San Francisco Opera (1943)
- Dorothy Kirsten : Metropolitan Opera (1946)
- Janine Micheau : Opéra-Comique (1947), Opéra de Paris (1955)
- Elisabeth Schwarzkopf : Covent Garden (1947)
- Virginia Zeani : Bologne (1948), elle interpréta Violetta plus de 600 fois tout au long de sa carrière
- Renata Tebaldi : Catania (1947), La Fenice (1948), Teatro San Carlo (1948), Teatro dell'Opera di Roma (1948), Lisbonne (1950), La Scala (1951), Rio de Janeiro (1951), Gran Teatre del Liceu (1953), Metropolitan Opera (1957)
- Maria Callas : Teatro comunale di Firenze (1951), Mexico (1951/1952), Rio de Janeiro (1951), Parme (1951), Arena di Verona (1952), La Fenice (1953), Teatro dell'Opera di Roma (1953), Chicago (1954), La Scala (1955/1956), Covent Garden (1958), Lisbonne (1958), Metropolitan Opera (1958), Dallas (1958)
- Renata Scotto : La Fenice (1956), Covent Garden (1964), Metropolitan Opera (1967)
- Anna Moffo : Metropolitan Opera (1959), San Francisco Opera (1960), Teatro Colón (1960), La Scala (1964)
- Joan Sutherland : Covent Garden (1959), Metropolitan Opera (1963)[i], San Francisco Opera (1964), Teatro Colón (1969)
- Mirella Freni : La Scala (1964), Covent Garden (1966)
- Montserrat Caballé : Metropolitan Opera (1967), Covent Garden (1972)
- Beverly Sills : La Fenice (1972), San Francisco Opera (1973)
- Sylvia Sass : Festival d'Aix-en-Provence (1976), Opéra-Comique (1977), Covent Garden (1977)
- Kathleen Cassello : Les Chorégies d'Orange, (1993)
- Angela Gheorghiu : Covent Garden (1994)
- Renée Fleming : Metropolitan Opera (2003, 2008), Opéra de Los Angeles (2006), Covent Garden (2009)
- Anna Netrebko : Festival de Salzbourg (2005)
- Natalie Dessay : Festival d'Aix-en-Provence (2011) [16], Metropolitan Opera (2012)
- Diana Damrau : La Scala[17], Opéra de Paris Bastille, Covent Garden (2013), Metropolitan Opera (2018)
- Venera Gimadieva : Festival de Glyndebourne (2014)
- Olga Peretyatko : Palais des festivals de Baden-Baden (2015)[18]
- Sonya Yoncheva : Paris Bastille (2016)
- Ermonela Jaho : Chorégies d'Orange (2016), Opera National de Paris Bastille (2016, 2018)
- Marina Rebeka : Paris Bastille (2018)
- Pretty Yende : Opéra national de Paris, Palais Garnier (2019)
- Lisette Oropesa : Metropolitan Opéra (2020, 2021), Festival de Vérone (2019, 2021), Teatro Real Madrid (2020)
- Nadine Sierra : Opera National de Paris Bastille (2024)

## Argument
L’action se déroule à Paris et dans ses environs autour de 1850, (en août pour le premier acte, janvier pour le deuxième et février pour le troisième).
Alfredo Germont, jeune homme issu d'une bonne famille provençale, tombe amoureux d’une courtisane en vue, Violetta Valéry, lors d’une soirée privée à Paris. Sincèrement amoureuse, Violetta abandonne son métier et se donne sans réserve à Alfredo. Cependant, monsieur Germont, le père d'Alfredo, au nom de la respectabilité bourgeoise, obtient d'elle qu'elle rompe avec son fils. Violetta écrit alors une lettre de rupture à Alfredo sans dévoiler le motif réel de sa décision. La maladie mortelle (la tuberculose) dont elle était déjà atteinte, reprend alors de plus belle. Un mois plus tard, Alfredo apprend de son père que Violetta n’a jamais cessé de l’aimer, et qu'elle a sacrifié son amour à la réputation de son amant. Saisi par le remords, il accourt à son chevet, mais trop tard : épuisée par la maladie, Violetta meurt dans ses bras.

### Acte I
Le prélude installe d'emblée le climat pathétique de l'opéra. Le rideau se lève sur un salon dans un hôtel particulier à Paris. Pour s'étourdir, la courtisane Violetta Valéry donne une fête. Tous ses amis sont réunis autour d'elle, à commencer par son protecteur et amant en titre, le baron Douphol. Au cours de cette fête, Gaston, un admirateur lui présente un de ses amis venu de province, Alfredo Germont. Après que tous les invités, Alfredo en tête, ont porté un toast à la joie de vivre (c'est le brindisi : « Libiamo ne' lieti calici (Buvons dans ces joyeuses coupes) »), le nouveau venu déclare sa flamme à Violetta, qui dans le duo qui suit (« Un dì, felice, eterea (Un jour, heureuse, sublime) ») se laisse tenter par l'espoir d'un amour véritable, avant de rejeter cette perspective irréaliste, - une fois restée seule, dans le grand air qui clôt ce premier acte «È strano ! È strano !... / Ah, fors'è lui che l'anima... / Follie, Follie ! Delirio vano è questo ! ...» (« C'est étrange ! C'est étrange ! ... » / « Ah, peut-être qu'il est celui que [mon] âme ... » / « Folies ! Folies ! Ce n'est qu'un vain délire ! ... »).

### Acte II
Alfredo et Violetta se sont installés dans une villa, près de Paris et vivent le parfait amour, quand Alfredo apprend par Annina, la femme de chambre, que Violetta est obligée de vendre meubles et bijoux pour subvenir à leurs dépenses personnelles. Il se rend donc à Paris pour payer les dettes de Violetta.
Restée seule, Violetta reçoit la visite inattendue du père d'Alfredo, Giorgio Germont. Monsieur Germont, en vrai « père noble » du drame romantique, reproche à Violetta d'entretenir une union immorale avec son fils, et regrette que cette aventure jette le discrédit sur toute sa famille, en empêchant notamment le mariage de la jeune sœur d'Alfredo avec un homme d'une famille distinguée, qu'on devine assez conservatrice. Il l'accuse également de pousser Alfredo à la dépense. Il joue ainsi sur le désir de reconnaissance de la « fille » qu'est de toutes façons à ses yeux Violetta, précisant cruellement qu'une liaison entre personnes de milieux si différents ne pourra jamais être couronnée par un mariage. Il lui demande donc de renoncer à cette liaison. Cédant à ces injonctions, Violetta fait remettre sa lettre de rupture à Alfredo, et part rejoindre les invités de la fête que donne Flora, son amie, à Paris.
Alfredo se rend aussi à cette fête à laquelle Violetta se présente accompagnée du Baron Douphol. Après avoir insolemment gagné au jeu, Alfredo rappelle les invités dans le salon et jette l'or qu'il vient de gagner, par terre devant Violetta. Les invités sont scandalisés par son geste. Giorgio Germont survient à propos pour condamner à son tour la goujaterie de son fils.

### Acte III
Violetta en proie à une rechute de son mal est soignée par Annina dans son appartement parisien surveillé par les créanciers. Elle relit la lettre de Giorgio Germont, qui lui révèle qu'il a tout avoué à son fils, et qui lui annonce qu'Alfredo viendra lui-même lui rendre visite. Pendant qu'au-dehors retentit la joie du carnaval, Violetta tourne le dos à son passé de pécheresse, en attendant le retour d'Alfredo, l'homme qu'elle n'a jamais cessé d'aimer (« Addio del passato (Adieux au passé) »). Mais à peine ce dernier se fait-il annoncer (« Parigi, o cara (Paris, ô ma chérie) »), qu'elle meurt à bout de forces dans ses bras.

## La musique

### Le rôle de Violetta
« Il n'y a pas de rôle plus parfait dans tout le répertoire de soprano que celui de Violetta. Ce n'est donc pas un hasard si c'est aussi le rôle auquel on a jugé, historiquement, la plupart des sopranos. »

En effet, Violetta demande de la soprano qui tient le rôle une absolue maîtrise non seulement vocale mais aussi théâtrale. Toute la gamme des sentiments humains y est passée en revue, de l'amour à la haine, de la joie à la mort. Le bouleversant arioso Ah! Fors'è lui demande précision et longueur de souffle, tandis que le Sempre libera requiert une technique parfaite au vu des difficultés : gammes, arpèges, trilles, vocalises jusqu'au contre-ut, contre-ré bémol, le tout à un tempo élevé : Allegro Brillante. À la fin de l'aria, les sopranos qui le peuvent ajoutent même un contre-mi bémol dans la cadence finale. Le second et le troisième acte demandent un grand lyrisme pour pouvoir rendre l'expressivité de la musique de Verdi. Ainsi, l'aria Addio del passato est un véritable bijou, de même que le quatuor final. Il s'agit également de rendre crédible la maladie de Violetta, qui la ronge peu à peu, la menant jusqu'à sa mort finale. Maria Callas avait notamment beaucoup travaillé sur cet aspect du rôle, à tel point que le soir de la première, les critiques ont écrit que « Maria Callas est apparue fatiguée dans La traviata. »

### Orchestration
Verdi conçoit l'orchestration de La traviata sur place en quinze jours pour donner ses couleurs à la musique en fonction de l'effectif de la Fenice, qui reprend d'ailleurs les conventions en vigueur dans les principaux théâtres d'opéra de l'Italie du XIXe siècle.
- Musique de scène
  - Acte I, scènes II-III : banda en coulisses (qui était de 24 éléments à la Fenice pour la première mais dont on ne connaît la composition que par l'édition Ricordi de 1954 qui n'est pas issue de la main de Verdi, celui-ci s'étant alors contenté de noter la musique sur deux portées)[20]
  - Acte II, scène X : tambourins, baguettes.
  - Acte III, scène IV (Baccanale) : 2 piccolos, 4 clarinettes, 2 cors, 2 trombones, castagnettes, tambourins.

| Instrumentation de La traviata                                                |
| Cordes                                                                        |
| Premiers violons, seconds violons, altos, violoncelles, contrebasses, 1 harpe |
| Bois                                                                          |
| 1 piccolo jouant la 2e flûte, 1 flûte, 2 hautbois 2 clarinettes, 2 bassons,   |
| Cuivres                                                                       |
| 4 cors 2 trompettes 3 trombones, 1 cimbasso                                   |
| Percussions                                                                   |
| 4 timbales, grosse caisse, triangle, tambourins et castagnettes               |

## Commentaire
En janvier 1852, Verdi écrit à Antonio Barezzi : 

« [...] Je n'ai rien à cacher. Une femme habite chez moi. Elle est libre, indépendante, elle aime, comme moi, une vie solitaire qui la mette à l'abri de toute obligation. Ni moi, ni elle ne devons de compte à qui que ce soit... Qui sait si nous agissons bien ou mal, qui a le droit de nous jeter l'anathème  ? »

Le parallèle entre la situation et les personnages décrits par Dumas puis Piave et la vie de Verdi avec sa compagne Giuseppina Strepponi, tous deux en butte à l'hostilité de la bourgeoisie cléricale de Busseto et à l'opposition d'Antonio Barezzi, beau-père du compositeur, comme à sa difficulté de se défaire de l'emprise de son père Carlo Verdi est souvent évoqué par ses biographes.
S'il trouve dans le sujet de La Dame aux camélias un écho à sa situation personnelle (le concubinage avec une « femme libre », la campagne à Passy, le rapport au père, etc.), Verdi n'entend pas pour autant, au contraire de Dumas, faire œuvre autobiographique. Délaissant les sujets historiques de ses précédents opéras pour se concentrer sur un sujet plus intimiste, il n'en sollicite pas moins la conscience de son public en lui proposant une autre forme d'héroïsme. Il présente avant tout une critique de la société moralisatrice du XIXe siècle portée par bien d'autres auteurs du courant réaliste ou « vériste » (Zola, Hugo, Balzac, etc.). L'étude de mœurs, privée de la distanciation permise par les situations historiques, est volontairement provocatrice. L'héroïsme est ici d'ordre privé : c'est celui d'une femme qualifiée de « perdue » (« traviata ») par une société qui l'utilise et ne l'admet que tant qu'elle se cantonne à ce rôle. Innocemment convaincue de pouvoir, par amour, être sauvée de cette situation de « dévoyée » dans laquelle elle est tenue enfermée, elle n'obtient sa rédemption que par la mort, après le sacrifice de cet amour, grâce auquel seront sauvegardés l'honneur et la morale de la famille « respectable » qui l'a rejetée, et dont elle n'obtient la sollicitude que parce qu'elle meurt.

## Réutilisation musicale
En 1861, Johan Strauss II compose le quadrille Neue Melodien-Quadrille à partir, entre autres, de motifs de l'opéra.

## Utilisation dans d'autres œuvres
- 1999 : dans la bande originale du film Belle Maman.
- 2001 : personnage de Latraviata dans Astérix et Latraviata, trente et unième album de la série Astérix.
- 2004 : dans la bande originale du film Les Sœurs fâchées (source : générique).

## Iconographie

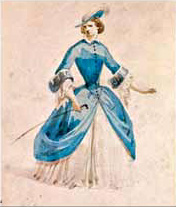
Croquis de Giuseppe Bertoja (1803-1873) pour le costume de la première Violetta, Museo Ricchieri, Pordenone
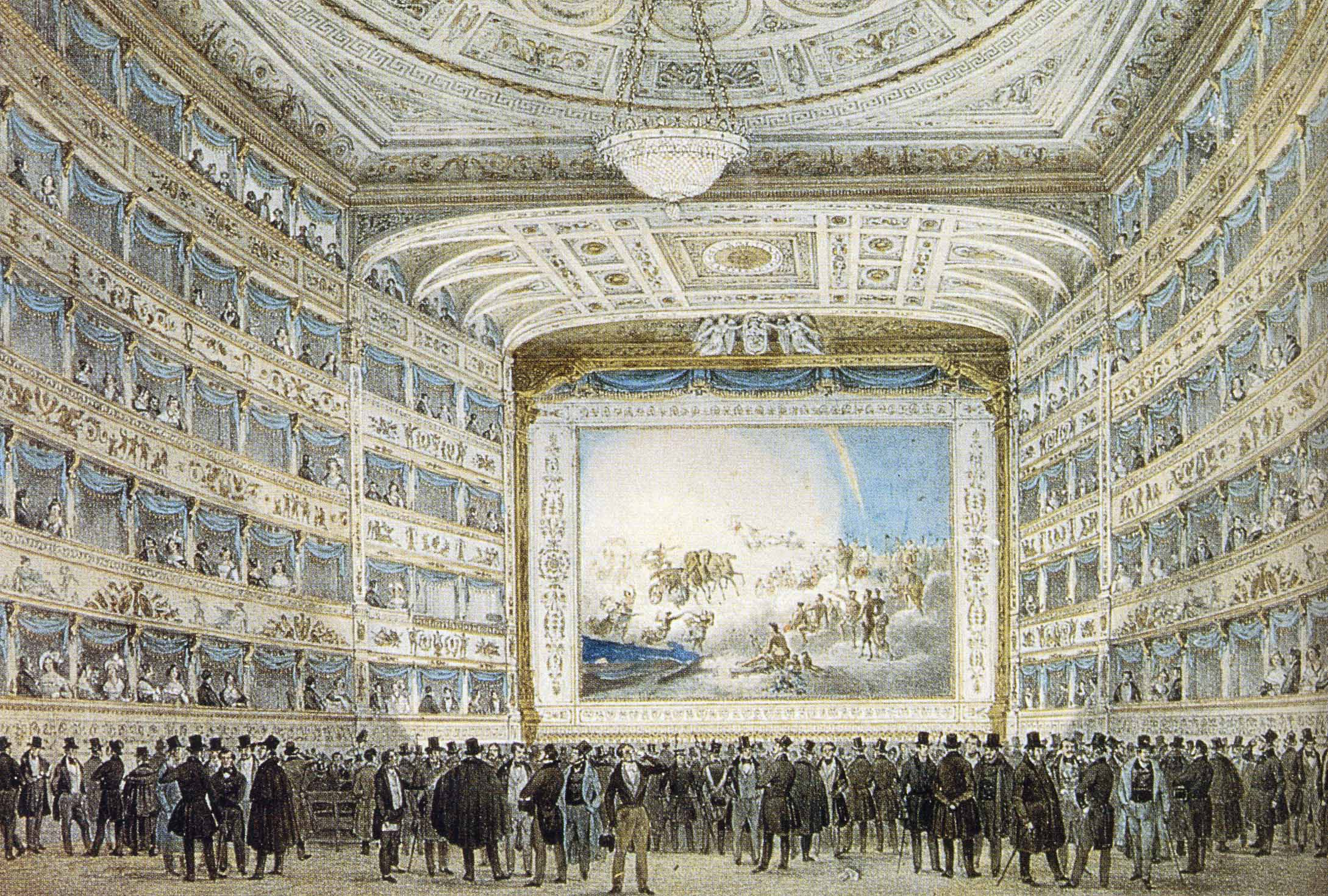
La Fenice en 1837
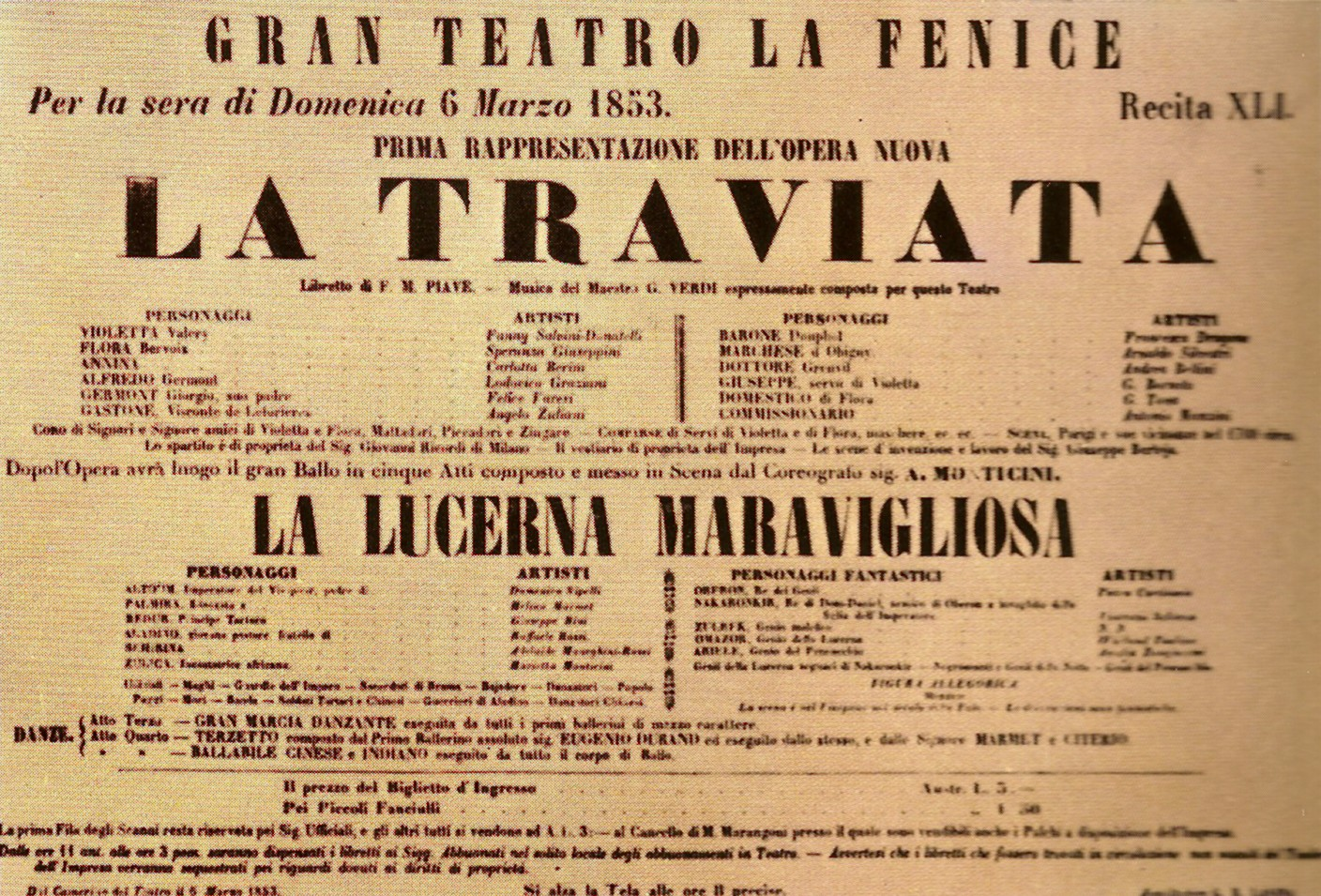
Affiche pour la première de La traviata à la Fenice
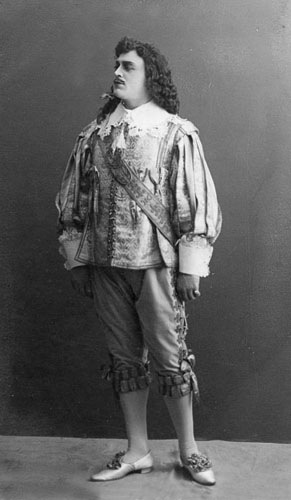
Leonid Sobinov dans le rôle d'Alfredo Germont au Bolchoï en 1899. Les représentations sont alors données dans des décors et des costumes « Richelieu »
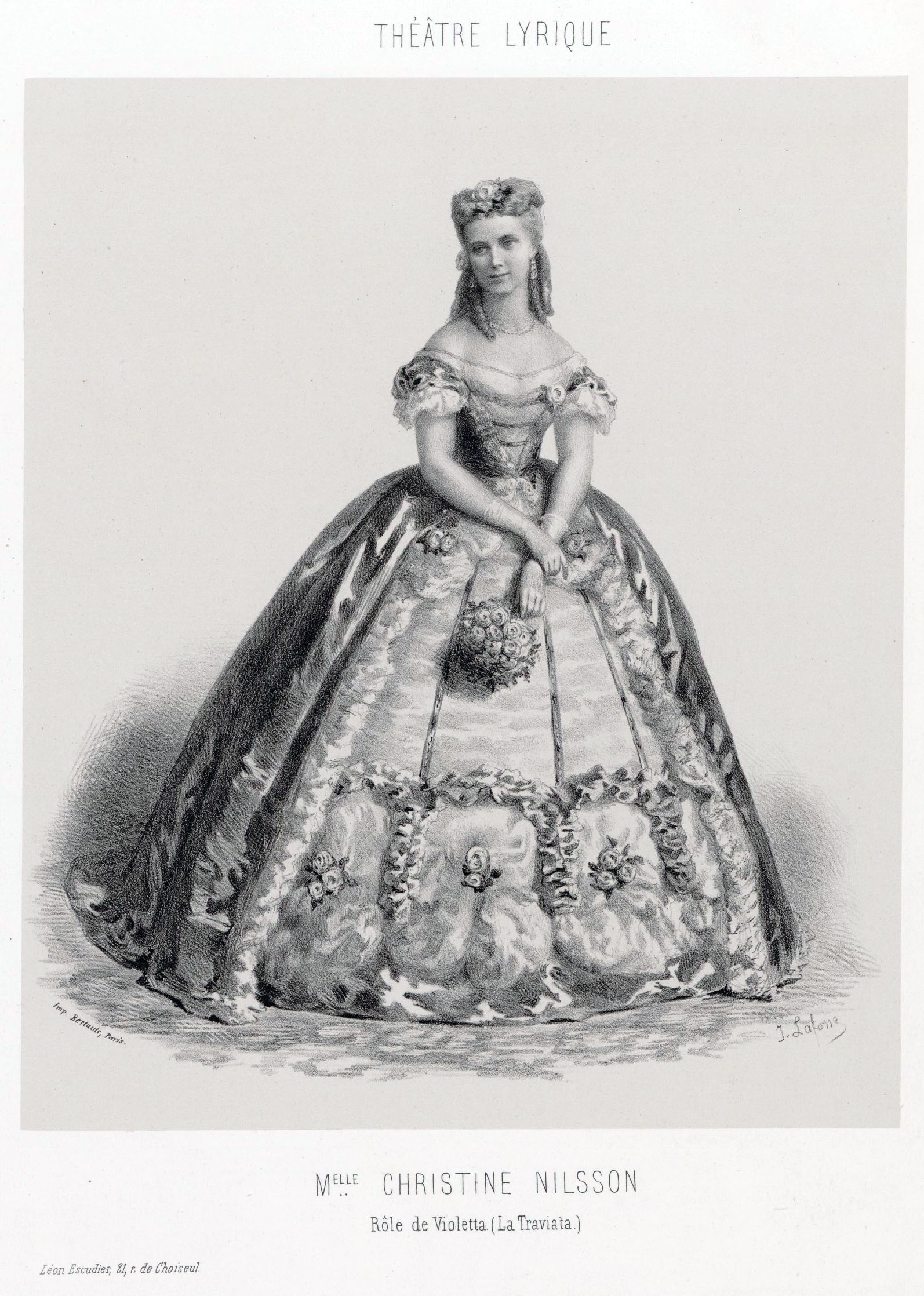
Christine Nilsson, la Violetta du Théâtre-Lyrique en 1864

## Enregistrements

### Discographie
- 1951 - Maria Callas (Violetta), Cesare Valletti (Alfredo), Giuseppe Taddei (Germont), chœur et orchestre du Palacio de Bellas Artes, Mexico, Oliviero De Fabritiis (dir.) - Myto Historical
- 1952 - Maria Callas (Violetta), Giuseppe Di Stefano (Alfredo), Piero Campolonghi (Germont), chœur et orchestre du Palacio de Bellas Artes, Mexico, Humberto Mugnai (dir.) - Myto Historical
- 1953 - Maria Callas (Violetta), Francesco Albanese (Alfredo), Ugo Savarese (Germont), chœur Cetra et orchestre symphonique de la RAI de Turin, Gabriele Santini (dir.) - Cetra
- 1955 - Maria Callas (Violetta), Giuseppe Di Stefano (Alfredo), Ettore Bastianini (Germont), chœur et orchestre de la Scala de Milan, Carlo Maria Giulini (dir.) - EMI
- 1956 - Maria Callas (Violetta), Gianni Raimondi (Alfredo), Ettore Bastianini (Germont), chœur et orchestre de la Scala de Milan, Carlo Maria Giulini (dir.) - Myto Historical
- 1958 - Maria Callas (Violetta), Alfredo Kraus (Alfredo), Mario Sereni (Germont), chœur et orchestre du Théâtre National de São Carlos, Lisbonne, Franco Ghione (dir.) - Pearl
- 1959 - Victoria de los Angeles, (Violetta), Carlo Del Monte (Alfredo), Mario Sereni (Giorgio), chœur et orchestre de l'Opéra de Rome, Tullio Serafin (dir.) - EMI
- 1960 - Anna Moffo (Violetta), Richard Tucker (Alfredo), Robert Merrill (Germont), chœur et orchestre de l'Opéra de Rome, Fernando Previtali (dir.) - RCA Victor
- 1962 - Renata Scotto (Violetta), Gianni Raimondi (Alfredo), Ettore Bastianini (Germont), chœur et orchestre de La Scala de Milan, Antonino Votto (dir.) - Deutsche Grammophon
- 1962 - Joan Sutherland (Violetta), Carlo Bergonzi (Alfredo), Robert Merrill (Germont), chœur et orchestre du Mai musical florentin, John Pritchard (dir.) - Decca
- 1967 - Montserrat Caballé (Violetta), Carlo Bergonzi (Alfredo), Sherrill Milnes (Germont), chœur et orchestre de la RCA italienne, Georges Prêtre (dir.) - RCA
- 1968 - Pilar Lorengar (Violetta), Giacomo Aragall (Alfredo), Dietrich Fischer-Dieskau (Germont), chœur et orchestre de l'Opéra de Berlin, Lorin Maazel (dir.) - Decca
- 1971 - Beverly Sills (Violetta), Nicolai Gedda (Alfredo), Rolando Panerai (Germont) - John Alldis Choir, Royal Philharmonic Orchestra, Aldo Ceccato (dir.) - EMI
- 1973 - Mirella Freni (Violetta), Franco Bonisolli (Alfredo), Sesto Bruscantini (Germont), chœur et orchestre de l'Opéra de Berlin, Lamberto Gardelli (dir.) - Arts
- 1977 - Ileana Cotrubas (Violetta), Placido Domingo (Alfredo), Sherrill Milnes (Germont), chœur et orchestre de l'Opéra de Bavière, Carlos Kleiber (dir.) - Deutsche Grammophon
- 1979 - Joan Sutherland (Violetta), Luciano Pavarotti (Alfredo), Matteo Manuguerra (Germont), orchestre philharmonique national et chœur de l'Opéra de Londres, Richard Bonynge (dir.) - Decca
- 1981 - Renata Scotto (Violetta), Alfredo Kraus (Alfredo), Renato Bruson (Germont), Ambrosian Opera Chorus, Philharmonia Orchestra, Riccardo Muti (dir.) - EMI
- 1992 - Cheryl Studer (Violetta), Luciano Pavarotti (Alfredo), Juan Pons (Germont), chœur et orchestre du Metropolitan Opera, James Levine (dir.) - Deutsche Grammophon
- 1993 - Tiziana Fabbricini (Violetta), Roberto Alagna (Alfredo), Paolo Coni (Germont), chœur et orchestre de la Scala de Milan, Riccardo Muti (dir.) - Sony
- 1993 - Kiri te Kanawa (Violetta), Alfredo Kraus (Alfredo), Dmitri Hvorostovsky (Germont), chœur et orchestre du Maggio Musicale Fiorentino, Zubin Mehta (dir.) - Philips Records
- 1994 - Angela Gheorghiu (Violetta), Franco Lopardo (Alfredo), Leo Nucci (Germont), chœur et orchestre du Royal Opera House, Covent Garden, Georg Solti (dir.) - Decca
- 2005 - Anna Netrebko (Violetta), Rolando Villazon (Alfredo), Thomas Hampson (Germont), chœur et orchestre philharmonique de Vienne, Carlo Rizzi (dir.) - Deutsche Grammophon (enr. live).

### Filmographie
- 1968 - La traviata, réalisé par Mario Lanfranchi avec Anna Moffo (Violetta), Franco Bonisolli (Alfredo), Gino Bechi (Germont), Chœur et Orchestre de l'Opéra de Rome, Giuseppe Patanè (dir.)
- 1983 - La traviata, réalisé par Franco Zeffirelli avec Teresa Stratas (Violetta), Plácido Domingo (Alfredo), Cornell MacNeil (Germont), James Levine (dir.)
- 1993 - L'Opéra imaginaire, série de courts-métrages d'animation sur l'opéra : Noi siamo zingarelle réalisé par Guionne Leroy.

### Vidéographie
La production vidéographique commence dans les années 1960 avec le début des filmages pour la télévision et se développe dans les années 1980 avec les techniques modernes d'enregistrement et de diffusion numériques.
La multiplication depuis les années 2000 des reprises de production, des prises de rôle et du renouvellement des mises en scène traduit la popularité jamais démentie de La Traviata partout dans le monde.
Les productions scéniques marquantes sont souvent maintenant enregistrées en direct pour être diffusées internationalement sur les chaînes musicales de télévision et Internet, dans les salles de cinéma et en DVD. La création majeure mise en scène par Bob Wilson en 2015 au Grand-Théâtre de Luxembourg avec Nadezhda Pavlova n'est malheusement pas disponible.
L'essai de recensement ci-dessous, établi à partir de sources publiques dispersées de qualité inégale, site de vente en ligne, Internet (Youtube), chaînes télévision (Mezzo, Arte), est forcément incomplet et demande à être mis à jour régulièrement.
Les présences durables ou multiples dans le rôle de Violetta sont nombreuse : quatre fois Ermonela Jaho, trois fois Patrizia Ciofi, Marina Rebeka et Olga Peretyatko-Mariotti, deux fois Angela Gheorghiu, Renée Fleming, Natalie Dessay, Anna Netrebko, Diana Damrau et Olga Peretyatko-Mariotti. Natalie Dessay et Mireille Delunsch sont les seules interprètes françaises qui apparaissent.
- 1966 - Huguette Rivière (Violetta), Michel Cadou (Alfredo), André Jonquères (Germont), chœur et orchestre de l'ORTF, Jésus Etcheverry (dir.), Henri Spade (m.e.s.) - INA (en version française)
- 1973 - Renata Scotto (Violetta), José Carreras (Alfredo), Sesto Bruscantini (Germont), NHK Symphony Orchestra, Nino Verchi (dir.) - VAI
- 1975 - Joan Sutherland (Violetta), John Alexander (Alfredo), Cornell MacNeil (Germont), orchestre philharmonique national et chœur de l'Opéra de Londres, Richard Bonynge (dir.), Tokyo - Premire Opera
- 1976 - Beverly Sills (Violetta), Henry Price (Alfredo), Richard Fredericks (Germont), Filene Center Orchestra & Choirs, Julius Rudel (dir.), Tito Capobianco (m.e.s), Wolf Trap Festival - VAI
- 1980 - Catherine Malfitano (Violetta), Leo Nucci (Alfredo), (Germont), Orchestre National du Rhin, Alain Lombard (dir.), Jean-Pierre Ponnelle (m.e.s.), Strasbourg
- 1981 - Ileana Cotrubas (Violetta), Placido Domingo (Alfredo), Cornell MacNeil (Germont), Metropolitan Opera Orchestra, James Levine (dir.)
- 1983 - Teresa Stratas (Violetta), Placido Domingo (Alfredo), Cornell MacNeil (Germont), James Levine (dir.), Franco Zeffirelli (m.e.s.) - film La traviata
- 1988 - Maria McLaughlin (Violetta), Walter MacNeil (Alfredo), Brent Ellis (Germont), London Philharmonic Orchestra, Bernard Haitink (dir.), festival de Glynbourne
- 1992 - Tiziana Fabbricini (Violetta), Roberto Alagna (Alfredo), Paolo Coni (Germont), chœur et orchestre de la Scala, Riccardo Muti (dir.)
- 1993 - Edita Gruberova (Violetta), Neil Shicoff (Alfredo), Giorgio Zancanaro (Germont), chœur et orchestre de La Fenice, Carlo Rizzi (dir.), Derek Bailey (m.e.s.)- NVC Arts, 2002
- 1994 - Angela Gheorghiu (Violetta), Frank Lopardo (Alfredo), Leo Nucci (Germont), chœur et orchestre de la Royal Opera House, Georg Solti (dir.), Richard Eyre (m.e.s.) - Decca, 2001
- 2000 - Eteri Gvazava (Violetta), José Cura (Alfredo), Rolando Panrai (Germont), Orchestre symphonique national de la RAI, Zubin Mehta (dir.), Paris - Naxos 2016
- 2001 - Darina Takova (Violetta), Giuseppe Sabbatini (Alfredo), Vittorio Vitelli (Germont), orchestre de Parme, Carlo Rizzi (dir.)
- 2002 - Stefania Bonfadelli (Violetta), Scott Piper (Alfredo), Renato Bruson (Germont), chœur et orchestre de la fondation Toscanini, Placido Domingo (dir.), Franco Zefirelli (m.e.s.) - TDK 2002
- 2003 - Mireille Delunsch (Violetta), Matthew Polenzani (Alfredo), Zeljko Lucic (Germont), Orchestre de Paris, Yutaka Sado (dir.), Peter Mussbach (m.e.s.), festival d'Aix-en-Provence - Arte Bel Air, 2003
- 2003 - Anna Netrebko (Violetta), Yevgeny Akimov (Alfredo), Victor Chernomortsev (Germont), chœur et orchestre du théâtre Mariinsky, Valery Gergiev (dir.)
- 2004 - Patrizia Ciofi (Violetta), Roberto Sacca (Alfredo), Dmitri Khvorostovski (Germont), chœur et orchestre de La Fenice, Lorin Maazel (dir.), Robert Carsen (m.e.s.) - TDK, 2005
- 2005 - Anna Netrebko (Violetta), Rolando Villazon (Alfredo), Thomas Hampson (Germont), Orchestre philharmonique de Vienne, Carlo Rizzi (dir.), Willy Decker (m.e.s.), festival de Salzbourg - Deutsche Grammophon, 2006
- 2005 - Eva Mei (Violetta), Piotr Beczała (Alfredo), Thomas Hampson (Germont), chœur et orchestre de l'Opéra de Zurich, Franz Welser-Möst (dir.), Jürgen Flimm (m.e.s.) - Tele München Group Company
- 2006 - Norah Amsellem (Violetta), José Bros (Alfredo), Renato Bruson (Germont), chœur et orchestre du Teatro Real de Madrid, Jesús López Cobos (dir.), Pier Luigi Pizzi (m.e.s.) - Kultur Video
- 2006 - Mariella Devia (Violetta), Giuseppe Filianot (Alfredo), Renato Bruson (Germont), Tokyo Philarmonic Orchestra, Bruno Campanella (dir.), Antonello Madau Diaz (m.e.s.), La Scala Tokyo
- 2007 - Angela Gheorghiu (Violetta), Ramon Vargas (Alfredo), Roberto Frontali (Germont), chœur et orchestre de La Scala, Lorin Maazel (dir.), Liliana Cavani (m.e.s.) - Arthaus Musik, 2012
- 2007 - Renée Fleming (Violetta), Rolando Villazon (Alfredo), Renato Bruson (Germont), chœur et orchestre de l'Opera de Los Angeles, James Conlon (dir.) - Decca Records
- 2007 - Christine Schäfer (Violetta), Jonas Kaufmann (Alfredo), José Van Dam (Germont), Orchestre de l'Opéra de Paris, Sylvain Cambreling (dir.), Christoph Marthaler (m.e.s.)
- 2008 - Kristiane Kaiser (Violetta), Jean-François Borras (Alfredo), Georg Tichy (Germont), chœur et Orchestre philharmonique slovaque, Ernst Märzendorfer (dir.), Robert Herzl (m.e.s.), festival de St. Margarethen - EuroArts, 2008
- 2009 - Renée Fleming (Violetta), Joseph Calleja (Alfredo), Thomas Hampson (Germont), chœur et orchestre de la Royal Opera House, Antonio Pappano (dir.), Richard Eyre (m.e.s.) - Opus Arte, 2011
- 2009 - Patrizia Ciofi (Violetta), Vittorio Grigolo (Alfredo), Marzio Giossi (Germont), Orchestre philharmonique de Radio France, Myung-Whun Chung (dir.), Frédéric Bélier-Garcia (m.e.s.), Chorégies d'Orange - France Télévisions
- 2009 - Elena Mosuc (Violetta), Calin Bratascu (Alfredo), Camil Mara (Germont), ONR Timisoara, David Crescenzi (dir.), festival de Timisoara
- 2009 - Eteri Gvazava (Violetta), José Cura (Alfredo), Rolando Panerai (Germont), Orchestre symphonique de la RAI, Zubin Mehta (dir.) - RaiUno
- 2009 - Mariella Devia (Violetta), Alejandro Roy (Alfredo), Gabriele Viviani (Germont), chœur et orchestre Filarmonica Marchigiana, Michele Mariotti (dir.), (m.e.s.), Sferisterio de Macerata - Unitel
- 2011 - Natalie Dessay (Violetta), Charles Castrenovo (Alfredo), Ludovic Tezier (Germont), London Symphonic Orchestra, Louis Langrée (dir.), Jean-François Sivadier (m.e.s.), festival d'Aix-en-Provence - Arte Bel Air 2011
- 2011 - Marlies Petersen (Violetta), Giuseppe Varano (Alfredo), James Rutherford (Germont), Chœur et orchestre de Graz, Tecwyn Evans (dir.), Peter Konwitschny (m.e.s.) - Arthaus Musik
- 2011 - Ermonela Jaho (Violetta), Francesco Demuro (Alfredo), Vladimir Stoyanov (Germont), Chœur et orchestre de Vérone, Julian Kovatchev (dir.), Hugo de Ana (m.e.s.), Arènes de Vérone - Unitel Classica 2014
- 2012 - Natalie Dessay (Violetta), Matthew Polenzani (Alfredo), Dmitri Hvorostovsky (Germont), Metroplitan Opera Orchestra, Fabio Luisi (dir.), Willy Decker (m.e.s.)
- 2012 - Emma Matthews (Violetta), Gianluca Terranova (Alfredo), Jonathan Summers (Germont), Australian Opera Orchestra, Brian Castles-Onion (dir.), Francesca Zambello (m.e.s.) - Opera Australia
- 2013 - Sveta Vassileva (Violetta), Massimo Giordano (Alfredo), Wladimir Stoyanov (Germont), Chœur et orchestre du Théâtre royal de Parme, Yuri Temirkanov (dir.), Karl Ernst et Ursel Herrmann (m.e.s.) - Unitel
- 2013 - Diana Damrau (Violetta), Piotr Beczała (Alfredo), Zeljko Lucic (Germont), chœur et orchestre de la Scala, Daniele Gatti (dir.), Dmitri Tcherniakov (m.e.s.) - Arte
- 2013 - Maria Dragoni (Violetta), Francesco Malapena (Alfredo), Stefano Meo (Germont), Orchestre Opéra national moldave, Leonardo Quadrini (dir.), Giuseppe Grasso (m.e.s.), Théâtre romain de Bénévent - BCM records 2015
- 2014 - Diana Damrau (Violetta), Francesco Demuro (Alfredo), Ludovic Tézier (Germont), Orchestre et Chœur de l'Opéra national de Paris, Francesco Ivan Ciampa (dir.), Benoît Jacquot (m.e.s), Opéra de Paris - Erato 2015
- 2014 - Venera Gimadieva (Violetta), Michael Fabiano (Alfredo), Tassis Christoyannis (Germont), chœur de Glyndebourne, London Philharmonic Orchestra, Max Elder (dir.), Tom Cairns (m.e.s.), Glyndebourne Opera House - Opus Arte 2015
- 2015 - Olga Peretyatko-Mariotti (Violetta), Attala Ayan (Alfredo), Simone Piazzola (Germont), chœur et orchestre Balthazar-Neumann de Baden-Baden, Pablo Heras-Casado (dir.), Rolando Villazon (m.e.s.), Baden-Baden - Unitel Arte
- 2015 - Myung-Joo Lee (Violetta), Jacques le Roux (Alfredo), Seho Chang, (Germont), Bruckner Orchester Linz, Takeshi Moriuch (dir.), Robert Wilson (m.e.s.), Landestheater Linz
- 2015 - Ermonela Jaho (Violetta), Francesco Demuro (Alfredo), Juan Jesús Rodríguez (Germont), Théâtre Royal Madrid, Renato Palumbo (dir.), David McVicar (m.e.s.), OperaVision channel
- 2016 - Marina Rebeka (Violetta), Saimir Pirgu (Alfredo), Dimitri Hvorostovsky (Germont), , Marco Armiliato (dir.), Jean-François Sivadier (m.e.s.), Vienne
- 2016 - Marina Rebeka (Violetta), Francesco Demuro (Alfredo), Thomas Hampson (Germont), NDR Radiophilharmonie de Hanovre, Keri-KLynn Wilsson (dir.) - Naxos 2017
- 2016 - Ermonela Jaho (Violetta), Fransesco Meli (Alfredo), Placido Domingo (Germont), chœurs des opéras de Nantes-Angers, Avignon et Marseille et orchestre de Bordeaux Aquitaine, Daniele Rustioni (dir.), Louis Désiré (m.e.s.), Chorégies d'Orange - France 3 et Culturebox
- 2017 - Olga Peretyatko-Mariotti (Violetta), Jean-François Borras (Alfredo), Paolo Rumetz (Germont), , James Gaffigan(dir.), Jean-François Sivadier (m.e.s.), Vienne
- 2018 - Anita Hartig (Violetta), Airam Hernàndez (Alfredo), Nicola Alaimo (Germont), Orchestre Capitole de Toulouse, Alfonso Caiani (dir.), Pierre Rambert (m.e.s.), Capitole Toulouse - FR3
- 2018 - Olga Peretyatko-Mariotti (Violetta), Atalla Ayan (Alfredo), Simone Piazzola (Germont), Orchestre Opéra Madrid, Pablo Heras-Casado (dir.), Rolando Villazón (m.e.s.), Théâtre royal de Madrid - UGC
- 2018 - Judith Chemla (Violetta), Damien Bigourdan (Alfredo), Jérôme Billy (Germont), Florent Hubert & Paul Escobar (arrangements et direction musicale), Benjamin Lazar (m.e.s.), Paris Théâtre des Bouffes du Nord - - Bel Air Media /Arte
- 2019 - Ermonela Jaho (Violetta), Charles Castranovo (Alfredo), Placido Domingo (Germont), chœur et orchestre du Royal Opera House, Antonello Manacorda (dir.), Richard Eyre (m.e.s.), Covent Garden - Opus Arte.
- 2020 - Kristina Mkhitaryan (Violetta), Dmitry Korchak (Alfredo), Giovanni Meoni (Germont), chœur et orchestre Gran Teatre del Liceu, Antonello Speranza Scappucci (dir.), David McVicar (m.e.s.), Barcelone - Mezzo
- 2023 - Aida Garifullina (Violetta), Javier Camarena (Alfredo), Massimo Cavalletti  (Germont), Orchestre philharmonique et Chœur Opéra Monte-Carlo, Massimo Zanetti (dir.), Jean-Louis Grinda (m.e.s.), Monte-Carlo - Mezzo